# Victoria (telenovela de 1995)
Victoria es una mini telenovela colombiana producida por RCN Televisión. Contó con 14 capítulos, transmitidos durante 1995, escrita por Bernardo Romero Pereiro e Isabella Santodomingo  .
Está protagonizada por Danna García y Felipe Noguera,  con la participación antagónica de Marcela Agudelo.

## Elenco
- Danna García - Victoria Parra
- Felipe Noguera - Santiago
- Marcela Agudelo - Silvia
- Rosita Alonso - Blanca
- Carlos Ardila - Guillermo
- Ernesto Benjumea - Nicolas
- Alejandro Buenaventura - Pablo
- Dora Cadavid - Sofia
- Maria Cecilia de Posada - Lucia
- Ricardo Fernández - Gustavo
- Alcira Gil - Nadime
- Jorge Alberto Lopez - Luis Antonio
- Graciela Lozano - Sarah
- Lida Mezinger - Natalia
- Carlos Alberto Sánchez - Ricardo
- Adriana Davila

- Datos: Q29167481